# Mélanie de Salignac
Mélanie de Salignac (* 19. Januar 1744 in Marennes, Charente-Maritime; † 1766) war eine junge blinde Französin, die in Diderots Ergänzungen Addition à la lettre sur les aveugles (1782) zu seinem Essay Brief über die Blinden beschrieben wird. Die Ergänzungen erschienen erst 1782 in Friedrich Melchior Grimms und Jacques-Henri Meisters handgeschriebener Correspondance littéraire.

## Leben
Mélanie war die Tochter des Finanzmanns Pierre Vallet de Salignac († 1760) und von Sophie Vollands ältere Schwester  Marie-Jeanne Élisabeth Volland (* 1715). Ihr älterer Bruder war der Politiker Nicolas-Thérèse Vallet de Salignac. Denis Diderot war mit Mélanie und ihrer Familie in den Jahren 1760 bis 1763 eng befreundet.
Melanie war im Alter von zwei Jahren erblindet. Sie lernte lesen  mit Hilfe von Papierkärtchen mit erhabenen Buchstaben; auf die gleiche Weise hatte sie das Lesen von Noten gelernt. Notentexte konnte sie nach kurzer Zeit auf der Bratsche auswendig nachspielen. Sie hatte gute Kenntnisse in Geometrie, Algebra und Astronomie.
Diderot berichtet: „Sie schrieb mit einer Stecknadel, mit der sie Buchstaben auf ihrem Blatt Papier stach. Dieses war in einen Rahmen gespannt, über den zwei bewegliche parallele Schienen liefen die nur soviel Zwischenraum ließen, wie zwei Zeilen.“
Mélanie starb im Alter von nur 22 Jahren.